# Luis Gutiérrez Soto

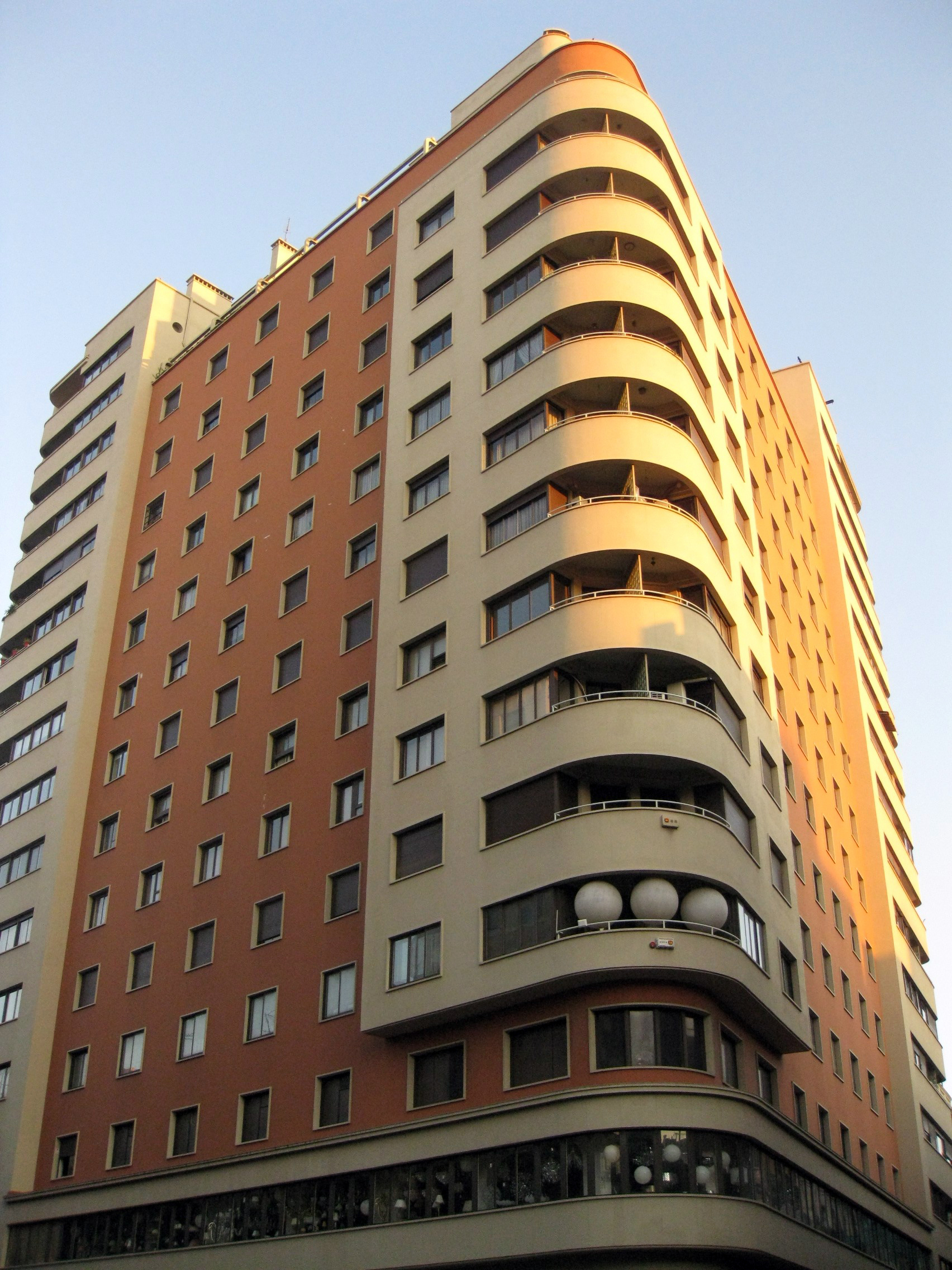
Gratacel Urquinaona (Edifici Fàbregas), Barcelona.

Luis Gutiérrez Soto (Madrid, 1900 - 1977) va ser un arquitecte espanyol. Es va graduar a l'Escola madrilenya d'Arquitectura l'any 1923, treballant principalment en Madrid on va arribar a emprendre una quantitat de 400 obres. És un dels principals representants del racionalisme a Espanya, evolucionant a altres estils en els anys cinquanta i seixanta. Formava part de l'anomenada Generació del 25, englobada dins de l'anomenat Moviment Modern. El 1958 va ser elegit membre de la Reial Acadèmia de Belles Arts de San Fernando.

## Obres
Es tracta d'un dels arquitectes més prolífics de la seua època. Les seues obres més interessants corresponen al seu període juvenil en el qual introdueix a Madrid amb gran èxit l'estil arquitectònic racionalista. Va fer diversos projectes decoratius per a La Unión Musical 1920, el Teatre Beatriz 1922 i el bar Chicote (1931) entre d'altres.
Gutiérrez Soto fou l'arquitecte dels cines de Madrid: entre les seues obres més conegudes hi destaquen molts cines com el cine Callao (Madrid 1926 a la plaça Callao), el cine La Flor, actualment Cinema Conde Duque (Madrid 1926), el cinema Europa (Madrid 1928), cine Barceló (Madrid 1930) avui reconvertit en la discoteca "Pachá", cine Narváez (1939), cine Montera (1939), cine Rex 1946, cine Carlos III (1946), i molts d'altres ja desapareguts: Cine Atocha (1928); Cine Actualidades (1931); Cine Dos de Mayo (1932); cine Argüelles (1933); o el cine Sevilla, cine Rudy Meyer o el Cine España.
D'aquest període creatiu són el primitiu edifici de l'aeroport de Barajas 1930 o el complex Carles III (Madrid, 1935). També construeix diversos palauets i habitatges unifamiliars i edificis d'habitatges destacant els edificis d'habitatges del carrer Fernández de los Ríos 53 i el del carrer Velázquez 57 (1932). També va dissenyar nombrosos cafès, bars i instal·lacions socials o esportives com el Club de Campo 1930, Avión Club 1931, piscina la Isla al riu Manzanares (desapareguda), la Real Sociedad del Tiro al Pichón o la Playa de Madrid. A Barcelona va projectar el Gratacels Urquinaona el 1936.
Després de la guerra civil adopta un estil monumentalisme historicista que recorda a l'arquitectura herreriana, en el qual destaquen el Mercat de Majoristes de Màlaga 1942 (actual Centre d'Art Contemporani de Màlaga), l'edifici Axa 1945-46, el Ministeri de l'Aire, rèplica del monestir de l'Escorial, els habitatges per EMPSA 1951, etc. Una altra de les seues obres és l'antic Hotel Richmond de Madrid (1953 - 1954), situat a la Plaça de la República Argentina i actualment reconvertit en apartaments, l'església parroquial de Santa Maria del Mont Carmel, situada al carrer d'Ayala 33, Madrid. Luis Gutiérrez Soto era considerat com l'arquitecte de l'alta societat, per a la qual va fer nombrosíssims encàrrecs, destacant especialment els bungalous El Arrecife i Malibú a la platja de Torremolinos (Màlaga), que realitzar en 1956 per a les famílies Ynzenga - Bird i Sonchen, respectivament i també els habitatges de la plaça del Doctor Marañón -Passeig de la Castellana el 1957 i les de Fernández de la Hoz, número 57 i 82, a Madrid.
A partir de mitjans dels cinquanta es distingeix una tercera fase, caracteritzada per l'abandó de l'historicisme i l'adopció de línies més modernes.